# نيك دانينغ
نيك دانينغ (بالإنجليزية: Nick Dunning)‏ (و. 1959  م) هو ممثل مسرحي، وممثل أفلام أيرلندي.

## التعليم
تعلم في الأكاديمية الملكية للفنون المسرحية، في تخصص تمثيل (حتى 1977).

## وصلات خارجية
- نيك دانينغ على موقع IMDb (الإنجليزية)
- نيك دانينغ على موقع روتن توميتوز (الإنجليزية)
- نيك دانينغ على موقع ألو سيني (الفرنسية)
- نيك دانينغ على موقع أول موفي (الإنجليزية)
- نيك دانينغ على موقع قاعدة بيانات الأفلام السويدية (السويدية)
- نيك دانينغ على موقع قاعدة بيانات الفيلم (الإنجليزية)
- نيك دانينغ على موقع كينوبويسك (الروسية)